# Massimamente folle
Massimamente folle è un film italiano del 1985 diretto da Marcello Troiani.

## Trama
Il film presenta una serie di "quadri" non collegati tra loro: un commissario di polizia che, di fronte a quattro frati denudati da due donne, deve decidere se si tratti di frati veri o di frati falsi (ma non ci riesce); una professoressa che soffrendo di dissenteria acuta, viene licenziata per indegnità dal Consiglio di Istituto; un arbitro di calcio che cerca di sfuggire alle ire dei tifosi inferociti; una maratona senza fine in piazza Navona; un produttore vero ma pazzo, un produttore non pazzo ma falso ed un gruppo di attori che vuole vendicarsi dell'uno e dell'altro; un "club di brindanti" che passa il tempo a brindare a questo e a quello, ad eleggere nuovi soci e soci onorari; infine una commissione di censura che, a bordo di una vecchia e scassatissima macchina, non riesce a raggiungere il suo posto di lavoro.